# 拇指姑娘

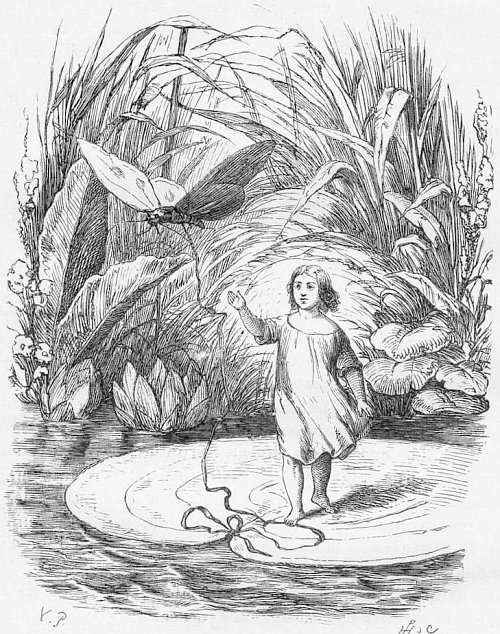
丹麥藝術家佩澤森（Vilhelm Pedersen）為《拇指姑娘》所畫的插畫

《拇指姑娘》（丹麥語：Tommelise）又稱《小不點》（Little Tiny），舊稱《花蕊姑娘》或《拇指公主》，是丹麥作家安徒生所寫的一個童話故事，於1835年首度發表於在哥本哈根出版的《講給孩子們聽的故事》（Eventyr, fortalte for Børn）的第二卷中。
蘇格作家安德魯·蘭格（Andrew Lang）的童話故事著作《The Olive Fairy Book》亦有收錄此一故事，稱之為〈小瑪雅的奇妙歷險〉。

## 內容概要
有一個農婦在她的花園中種了一株大麦。後來大麦長出了花苞，農婦便在花苞上親吻了一下，許下了想成為一個如拇指般的小姑娘的願望。在花苞盛開出花朵後，農婦發現一個迷你但美麗的小女孩從舒展開的花瓣中出現，十分驚喜。由於小女孩的身體僅像農婦的拇指般大小，因此農婦將小女孩命名為「拇指姑娘」（Thumbelina）。
拇指姑娘的美貌隨即吸引了一隻蟾蜍的注意。蟾蜍媽媽相信拇指姑娘可以成為她兒子夢寐以求的新娘，於是便在一天夜裡綁架了拇指姑娘，帶回家給她的兒子。蟾蜍媽媽的兒子馬上為拇指姑娘的美貌而神魂顛倒，並把她留在荷葉上。但是拇指姑娘在荷葉上找到了幫助——水中的魚幫她咬斷了荷葉的莖，而一隻好心的蝴蝶也拉著拇指姑娘的緞帶把她拉到安全的地方。但是，在拇指姑娘在可以安然脫險之際，一隻甲蟲出現把拇指姑娘由荷葉上擄走。
為拇指姑娘美貌深深著迷的甲蟲把拇指姑娘帶回家中，但其他的母甲蟲卻認為拇指姑娘只有兩條腿而覺得拇指姑娘非常醜陋，最後他們把拇指姑娘遺棄在森林裡。當拇指姑娘在冬天的森林裡又餓又累時，遇到了一隻田鼠婆婆收留她。但不久之後，田鼠婆婆卻要拇指姑娘嫁給鼴鼠以報答救命之恩，而婚禮即將在春天最後的冰雪消溶之後舉行。
由於鼴鼠不喜歡地面的美麗世界，因此拇指姑娘嫁給鼴鼠就意味著她永遠得生活在地底，拇指姑娘為此感到極不高興。於是，拇指姑娘懷著百感交集的心情到地面去看了最後一眼。這時一隻鳥從空中飛過，看到拇指姑娘的不悅，便問拇指姑娘願不願意隨牠到更好的地方去。
拇指姑娘同意讓這隻鳥帶她離開這片花田，於是鳥兒要拇指姑娘挑選一朵屬於她的花。當拇指姑娘挑選了一朵花時，精靈王子也同時出現(原著一開始是稱為精靈國王，花中的安琪兒；但為何在後文卻稱為王子就不得而知)。精靈王子深深地被拇指姑娘的美貌吸引，便問拇指姑娘是否願意嫁給他。拇指姑娘接受了精靈王子的求婚，然後為自己改名為瑪雅（Maia）。最後，精靈王子給了拇指姑娘一對翅膀，兩人雙雙飛到精靈王子的国家，從此過著快樂的生活。

## 改編版本
- 「拇指姑娘」此一故事的第一個被製成電影的版本在1924年上映，是一部黑白片，導演為賀伯·M·杜立（Herbert M. Dawley）[5]。
- 洛特·萊寧格（Lotte Reiniger）在1954年曾親自作過一部僅長約10分鐘的改編短片的導演。
- 蘇聯動畫公司联盟动画电影（俄語：Союзмультфи́льм）在1964年製作史上第一部拇指姑娘動畫，名為Dyuymovochka (Дюймовочка)。
- 東映動畫於1978年推出一部名為《世界名作童話 おやゆび姫》（Sekai Meisaku Dowa: Oyayubi Hime）的動畫，片中角色由手塚治虫設計。美國的英語版本由哈莫尼黃金公司（Harmony Gold）推出。
- 1984年，自拇指姑娘原著改編的家庭電視影集「Faerie Tale Theatre」由嘉莉·費雪（Carrie Fisher）和威廉·凱特（William Katt）擔綱演出[6]。
- 1992年，Golden Films發行由拇指姑娘所改編的電影版本。這是拇指姑娘次受歡迎的改編版本，但依舊並不出名。與Don Bluth所的有點胡鬧版本相較之下，這部電影要來的更接近原著許多。[7]
- 在日本，Enoki Films在1992年時將拇指姑娘改編成26集的電視影集《大拇指公主》，內容較像綠野仙踪。[8]
- 1994年，由Don Bluth執導的動畫「拇指姑娘」推出。該動畫的內容雖跟安徒生的拇指姑娘原著的內容已差得甚遠，但仍取名為《漢斯·克里斯蒂安·安徒生的拇指姑娘》（Hans Christian Andersen's Thumbelina）。它是少數被提名金草莓獎的動畫影片，更獲得當中的「最差原創歌曲獎」。[9]
- 2005年於丹麥推出的DVD動畫影片《H.C. Andersens eventyrlige verden: Tommelise》（H.C. Andersen - The Fairytaler: Thumbelina ）是其中一部紀念安徒生誕辰200週年而製作的動畫系列之一。畫風雖然樸實，然而卻散發出無可代替的忠實感。[10]
- 2009年，美泰兒公司所出品的芭比動畫電影，再一次把拇指姑娘動畫化；由於此片主力改編為環保故事，加上由芭比作說書人，因此片名定為「芭比呈獻花仙子」。

## 外部連結
- SurLaLune之拇指姑娘
- HP Paull的拇指姑娘原著記錄 （页面存档备份，存于）